# Piscani (okręg Ardżesz)
Piscani – wieś w Rumunii, w okręgu Ardżesz, w gminie Dârmănești. W 2011 roku liczyła 898 mieszkańców.